# Uršak
Uršak (rus. Урша́к, bašk.: Өршәк) je rijeka u Baškirskoj, u europskom dijelu Rusije, lijevi pritok Belaje.
Duga je 193 km, s površinom porječja od 4230 km2. Reljef porječja je blago brežuljkast. 
Uršak izvire u Sterlibaševskom rajonu 2 km jugo-zapadno od sela Irekle, teče kroz Mijakinski, Sterlitamakski, Aurgazinski, Davlekanovski, Čišminski i Ufimski rajon Baškirije. 
Podrijetlo vode je uglavnom od snježnih oborina. Prosječni godišnji istjek vode na ušću — 13,5 m ³/sec. 
Zamrzava se u studenom, odmrzava se krajem travnja i početkom svibnja.

## Veći pritoci
Desne
- Aurgaza
- Bijeli Ključ
- Uzenj
- Štile

Lijeve
- Mokri Kizil
- Kizil
- Tak-Elga
- Kizjak